# Pictacsa cruciformis
Pictacsa cruciformis là tên khoa học của một loài côn trùng trong họ Ascalaphidae thuộc bộ Neuroptera (bộ Cánh gân). Loài này được New mô tả năm 1984.